# Thaumasia senilis
Espèce
Thaumasia senilis est une espèce d'araignées aranéomorphes de la famille des Pisauridae.

## Distribution
Cette espèce se rencontre du Costa Rica au Paraguay.

## Description
Le mâle décrit par Silva et Carico en 2012 mesure 10,24 mm et la femelle 9,97 mm.

## Publication originale
- Perty, 1833 : Arachnides Brasilienses. Delectus animalium articulatorum quae in itinere per Braziliam ann. 1817 et 1820 colligerunt. Monachii, p. 191-209.